# 須磨 (源氏物語)
| 源氏物語五十四帖 |        |    |        |
| 各帖のあらすじ   |        |    |        |
| 帖               | 名     | 帖 | 名     |
| 1                | 桐壺   | 28 | 野分   |
| 2                | 帚木   | 29 | 行幸   |
| 3                | 空蝉   | 30 | 藤袴   |
| 4                | 夕顔   | 31 | 真木柱 |
| 5                | 若紫   | 32 | 梅枝   |
| 6                | 末摘花 | 33 | 藤裏葉 |
| 7                | 紅葉賀 | 34 | 若菜   |
| 8                | 花宴   | 35 | 柏木   |
| 9                | 葵     | 36 | 横笛   |
| 10               | 賢木   | 37 | 鈴虫   |
| 11               | 花散里 | 38 | 夕霧   |
| 12               | 須磨   | 39 | 御法   |
| 13               | 明石   | 40 | 幻     |
| 14               | 澪標   | 41 | 雲隠   |
| 15               | 蓬生   | 42 | 匂宮   |
| 16               | 関屋   | 43 | 紅梅   |
| 17               | 絵合   | 44 | 竹河   |
| 18               | 松風   | 45 | 橋姫   |
| 19               | 薄雲   | 46 | 椎本   |
| 20               | 朝顔   | 47 | 総角   |
| 21               | 少女   | 48 | 早蕨   |
| 22               | 玉鬘   | 49 | 宿木   |
| 23               | 初音   | 50 | 東屋   |
| 24               | 胡蝶   | 51 | 浮舟   |
| 25               | 蛍     | 52 | 蜻蛉   |
| 26               | 常夏   | 53 | 手習   |
| 27               | 篝火   | 54 | 夢浮橋 |

「須磨」（すま）は、『源氏物語』五十四帖の巻名の一つ。第12帖。

## あらすじ
朧月夜との仲が発覚し、追いつめられた光源氏は後見する東宮に累が及ばないよう、自ら須磨への退去を決意する。左大臣家を始めとする親しい人々や藤壺に暇乞いをし、東宮や女君たちには別れの文を送り、一人残してゆく紫の上には領地や財産をすべて託した。
須磨へ発つ直前、桐壺帝の御陵に参拝したところ、生前の父帝の幻がはっきり目の前に現れ、源氏は悲しみを新たにする。
須磨の侘び住まいで、源氏は都の人々と便りを交わしたり絵を描いたりしつつ、淋しい日々を送る。つれづれの物語に明石の君の噂を聞き、また都から頭中将がはるばる訪ねてきて、一時の再会を喜び合った。やがて三月上巳の日、海辺で祓えを執り行った矢先に恐ろしい嵐が須磨一帯を襲い、源氏一行は皆恐怖におののいた。

## 須磨巻起筆説
源氏物語のおこりなどいくつかの古注には『源氏物語』が現在冒頭に置かれている「桐壺」の巻から書き始められたのではなく、この「須磨」の巻から起筆されたとする伝承が記録されている。四辻善成の『河海抄』には村上天皇の皇女選子内親王から新しい物語を所望されて石山寺にこもって構想を練っていたところ、8月15日夜、琵琶湖の湖面に映った月を見て源氏物語の構想を思いついて須磨の巻の「こよいは十五夜なりと思し出でて」と書き始めたとしている。ただし現在では須磨の巻から起筆されたとする伝承は事実に基づくものではないと考えられている。

## 須磨返り
長編で複雑な内容を有する『源氏物語』を読む際、往々にして全体の約4分の1弱に位置する「須磨」の巻あたりで挫折してしまうことがあり、ここから『源氏物語』を途中で読むのをやめてしまう人を揶揄する「須磨返り」という言葉が生まれている。